# Henrik Krøyer
 Denne artikel bør gennemlæses af en person med fagkendskab for at sikre den faglige korrekthed.

Henrik Nikolaj Krøyer (født 22. marts 1799 i København, død 14. februar 1870 sammesteds) var en dansk zoolog, der var inspektør ved Det kongelige naturhistoriske Museum og medstifter af Studenterforeningen i København. Han var bror til komponisten Hans Ernst Krøyer (1798–1879)  og ved adoption far til maleren Peder Severin Krøyer, P.S. Krøyer, 1851–1909 – en af de såkaldte skagensmalere.

## Uddannelse
Otte år gammel blev Krøyer sat i Borgerdydskolen i København, hvis ledelse kort tid efter blev overtaget af den kendte rektor Michael Nielsen. Denne mands levende interesse for antikkens kulturhistorie og sprog påvirkede Krøyer og satte spor i hans senere liv. 
Da Krøyer var fjorten år, døde hans moder, og da faderen få år der efter rejste til Vestindien, tog den gamle læge etatsråd Frederik Ludvig Bang sig af sønnen. 1816 blev Krøyer dimitteret til universitetet og tog året efter den filologisk-filosofiske eksamen, hvor efter han begyndte at studere medicin. 
Efter et par års forløb opgav han lægevidenskaben og tog fat på historiske og filologiske studier. Han følte sig stærkt fængslet af studenterlivet, og det skyldes navnlig ham i forening med Chr. Winther, der var hans kontubernal på Regensen, og broderen Hans Ernst, at Studenterforeningen oprettedes (1820).

## Deltager i det græske folks selvstændighedskamp
Da det græske folk 1821 havde gjort oprør mod det Osmanniske Rige, blev Krøyer grebet af begejstring for de undertryktes sag, og hans ædle natur, der hadede enhver forurettelse, oprørtes over de af tyrkerne øvede grusomheder. Han besluttede at stille sig i de for friheden kæmpendes rækker, og lidt ud på sommeren drog han af sted, understøttet ved beskedne bidrag fra studenterne. I Rostock traf han efter aftale en landsmand, studenten Johan Henrik Stabell, hvis sekundant han nogle år tidligere havde været ved en duel, og som ligeledes agtede sig til Grækenland. De tiltrådte nu i forening den lange, besværlige rejse, der for en stor del foregik til fods. Over Leipzig og München gik rejsen under allehånde savn til Bern, hvor Krøyer blev syg. Langt om længe nåede de til Marseille, hvor en mængde filhellenere af alle nationer var samlet, for største delen eventyrere. 
Trods den yderste sparsommelighed slap Krøyers få pengemidler op her under det lange, ufrivillige ophold, og han led formelig nød, indtil han uventet modtog 140 specier fra Studenterforeningen i København. Endelig indskibede filhellenernes stærkt fortyndede friskare sig i januar 1822 på et lille fransk fartøj, og efter en farefuld sørejse nåede den elleve dage senere til Navarino, nuværende Pylos på Peloponnes. Den modgang, Krøyer hidtil havde lidt, var dog for intet at regne mod den skuffelse, der ventede ham i Grækenland. I stedet for et heltefolk, der kæmpede en ædel kamp for sit lands frihed, traf han en uvidende, demoraliseret nation, hvis krigsførelse var en blanding af fejhed og grusomhed. I marts samme år forlod Krøyer og adskillige andre filhellenere Grækenland, og efter langvarige, nødtvungne ophold undervejs nåede han først hjem i september 1823, endnu fattigere, end da han drog ud.

## Som lærer i Stavanger 1827-30 får han interesse for zoologien
Han tog atter fat på sine filologiske studier og skaffede sig de nødvendige subsistensmidler ved at manuducere en fætter til studentereksamen. I begyndelsen af 1827 modtog Krøyer tilbud om en adjunktplads ved Stavangers Latinskole, og fra opholdet i denne by daterer hans levende interesse for zoologien sig. Mod slutningen af sit ophold her blev han angrebet af en langvarig og farlig nervefeber, under hvilken han blev kærligt plejet af en ganske ung pige, Birtha Cecilia Gjæsdal, som fulgte med ham til København og senere (1833) blev hans hustru. 
Kort efter sin hjemkomst i 1830 blev Krøyer ansat som lærer i naturhistorie ved Landkadetakademiet (1831-32), og da der ikke fandtes nogen brugbar lærebog i dette fag, blev det pålagt ham at udarbejde en sådan («Grundtræk til Vejledning ved naturhistorisk Undervisning», 1833). Som lærer i Metropolitanskolen (1831-34) og i Borgerdydskolen i København udgav han «Naturhistorisk Lærebog for de første Begyndere» (1834), der i de følgende 30 år udkom i otte oplag og – som Krøyer senere smilende bemærkede – havde indbragt ham mere end alle hans videnskabelige arbejder tilsammen.

## Rejse langs Danmarks kyster – værket  «Danmarks Fiske»
Med sommeren 1834 begynder en ny epoke i Krøyers videnskabelige liv, betegnet ved de undersøgelser, som han i dette og det følgende år, ledsaget af sin unge hustru, på Rentekammerets foranstaltning foretog langs Danmarks kyster for at gøre sig bekendt med fiskeriernes tilstand. Fra denne tid skriver sig hans bekendtskab med konferensråd Jonas Collin, som senere gennem hele sit liv blev ham en virksom støtte og trofast ven.
Allerede 1833 havde Krøyer udkastet planer til et stort værk over Danmarks fiskerier, men i sin helhed blev dette aldrig publiceret. Hans i 1837 udgivne arbejde «De danske Østersbanker» er en del af det påtænkte værk, og det samme gælder om hans berømte arbejde Danmarks Fiske, der udgør tre tykke bind og udkom i 1838-53. 
Af den økonomiske og statistiske afdeling er der senere udgivet nogle brudstykker  i Tidsskrift for Fiskeri, mens andre, til dels ufuldførte, findes i manuskript. I 1837 fik Krøyer Videnskabernes Selskabs sølvmedalje for sin afhandling Grønlands Amfipoder (udkom 1838), og samme år begyndte han udgivelsen af Naturhistorisk Tidsskrift, der hurtig samlede alle datidens danske naturforskere om sig og inden kort tid vandt ry overalt i naturvidenskabernes verden. 
I forening med Daniel Frederik Eschricht, Joakim Frederik Schouw og Collin stiftede Krøyer på samme tid «Naturhistorisk Forening». Da den franske regering i foråret 1838 udrustede korvetten «la Recherche» til en videnskabelig ekspedition, der blandt andet skulle undersøge Spitsbergen, fik Krøyer tilbud om at deltage i denne rejse og stødte til ekspeditionen i Trondheim. Til det store pragtværk, hvori det videnskabelige udbytte skulle nedlægges, leverede Krøyer en del tavler over fiske og krebsdyr, men teksten udkom aldrig. 

## Efter fransk ekspedition til Spitsbergen igen i Danmark 1839
I efteråret 1839 vendte han hjem til Danmark, blev i 1840 medlem af Videnskabernes Selskab og rejste samme år med fregatten Bellona til Sydamerika. 1842 blev han æresdoktor ved universitetet i Rostock. 
Samme år blev han ansat som assistent og kort efter som inspektør ved Det kongelige naturhistoriske Museum. 1845 blev det overdraget ham at docere zoologi ved Veterinærskolen for hvis elever han allerede 1838 havde udgivet Grundtræk af Zoologien.
Efter den ældre Reinhardts død 1845 indgav Krøyer to ansøgninger om at blive hans efterfølger som professor i zoologi ved Københavns Universitetet og overinspektør ved Det kongelige naturhistoriske Museum. Han stod den gang i høj anseelse både i sit fædreland og i udlandet, han havde, foruden de nævnte arbejder, udgivet en mængde fortrinlige afhandlinger, navnlig over krustaceerne, – Crustacea, krebsdyr – og lagt grundvolden for denne dyreklasses senere videnskabelige behandling, og det var ham derfor en bitter skuffelse, da han blev tilsidesat for den fjorten år yngre lektor ved Sorø Akademi Japetus Steenstrup, som dengang kun havde skrevet to arbejder, og for mineralogen Peter Christian Pingel, der 1847 blev ansat som museets overinspektør.

## Striden med Steenstrup
Fra dette tidspunkt af blev Krøyers liv en næsten uafbrudt kæde af modgang. I 1848 indtrådte Steenstrup og Johan Georg Forchhammer som meddirektører af museet, og da Pingel døde 1852, inddrog man overinspektoratet. Krøyers ubøjelige energi og medfødte humor holdt ham dog endnu oppe, og med uformindsket iver fortsatte han sine videnskabelige undersøgelser. Men striden blev hårdere og hårdere, og den førtes med en sjælden hensynsløshed fra begge sider, hvad enten den drejede sig om rent videnskabelige spørgsmål eller om administrative forhold. Krøyer fandt en kraftig og intelligent forbundsfælle i professor Jørgen Matthias Christian Schiødte, mens Steenstrup, Forchhammer og den yngre Reinhardt i forening førte kampen imod ham. Senere sluttede lægen Ludvig Sophus Rudolph Bergh sig til Krøyer, mens Christian Frederik Lütken deltog i striden på Steenstrups side. I 1849 blev statsunderstøttelsen til "Naturhistorisk Tidsskrift" inddraget, og dermed ophørte foreløbig dets udgivelse, indtil Schiødte i 1861 stillede sig i spidsen for dets fortsættelse. 

## Sygdom og vennernes mindesmærke
I den mellemliggende tid publicerede Krøyer de fleste af sine arbejder i Videnskabernes Selskabs skrifter og oversigter. Men hans arbejdskraft var allerede stærkt svækket, hans helbred nedbrudt. Efter en rejse til de vesteuropæiske og newfoundlandske kyster i 1853-54 var han så svag, at der næredes frygt for hans liv. Hans sygdom udviklede sig til en smertefuld rygmarvslidelse, der mod slutningen af hans liv næsten lammede ham. Men i al denne elendighed fornægtede hans stærke ånd sig ikke. Hans kærlighed til videnskaben holdt ham oppe, og han arbejdede tidlig og silde, om end langsomt og med besvær. Ved sin overlegne litterære dannelse, sit skarpe, ofte grovkornede vid forstod han at holde sine modstandere stangen under de fejder, der fulgte ham til hans død. 
I 1869 nødtes Krøyer af helbredshensyn til at søge sin afsked. En stor del af hans ældre og yngre venner trådte sammen for at tilvejebringe et synligt minde om hans fortjenester af zoologien. Planen fandt varm tilslutning hos de fleste danske naturforskere, og i Sverige og Norge kappedes de mest ansete zoologer om at bidrage til dens udførelse. Det blev bestemt, at en medalje af betydelig størrelse og med hans portræt skulle overrækkes ham, men han oplevede ikke dens fuldførelse. 14. februar 1870 døde han. I 1853 havde han fået titel af professor.
Fisken Notoscopelus kroyeri er opkaldt efter Krøyer af den svenske zoolog August Wilhelm Malm.

## Forfatterskab
- Grundtræk til Vejledning ved naturhistorisk Undervisning (Kjøbenhavn 1833)
- Naturhistorisk Lærebog for de første Begyndere (Kjøbenhavn 1834)
- De danske Østersbanker (Kjøbenhavn 1837)
- Danmarks Fiske, beskrevne af Henrik Krøyer (1838-53) Bind 1 Bind 2 Bind 3
- Grundtræk af Zoologien (Kjøbenhavn 1838)
- Grønlands Amfipoder (Kjøbenhavn 1838)
- Nogle Bemærkninger om Fiskeriernes Fremme ved kunstig Befrugtning (Kjøbenhavn 1852)

Krøyer har desuden publiceret en betydelig række afhandlinger, til dels af større omfang. 
I Naturhistorisk Tidsskrift blandt andet: 
- "Ichthyologiske Bidrag" (1836-47),
- "Om Snyltekrebsene, især med hensyn til den danske Favna" (1836-38),
- "Om Pyknogonidernes Forvandlinger" (1840),
- "Bidrag til Kundskab om Pyknogoniderne eller Søspindlerne" (1844),
- "Karcinologiske Bidrag" (1844-49),
- "Bidrag til Kundskab om Snyltekrebsene" (1863-64);

Blandt hans arbejder i Videnskabernes Selskabs skrifter kan nævnes: 
- Monografisk Fremstilling af Slægten Hypolytes Nordiske arter (Kjøbenhavn 1842)
- Forsög til en monographisk Fremstilling af Krebseslægten Sergestes (Kjøbenhavn 1852)

Erindringer:
- Erindringer af Henrik Krøyers liv 1821-1838: efter Forfatterens efterladte Haandskrift (Kjøbenhavn 1870)